# 中点

2点の中点

中点（ちゅうてん、英語: midpoint）は、ある2点を両端とする線分上にあり、その両端から等しい距離にある点のことである。

## 座標
二次元ユークリッド空間に対してデカルト座標を導入すると、2点{\displaystyle (x_{1},y_{1})}, {\displaystyle (x_{2},y_{2})} の中点は
{\displaystyle \left({\frac {x_{1}+x_{2}}{2}},{\frac {y_{1}+y_{2}}{2}}\right)}
で表すことができる。
一般に n 次元ユークリッド空間上の2点 A, B を直交座標系であらわし、それぞれをベクトル{\displaystyle {\boldsymbol {a}}=(a_{1},...,a_{n}),{\boldsymbol {b}}=(b_{1},...,b_{n})} とするとその中点mは
{\displaystyle {\boldsymbol {m}}={\frac {{\boldsymbol {a}}+{\boldsymbol {b}}}{2}}=\left({\frac {a_{1}+b_{1}}{2}},\ldots ,{\frac {a_{n}+b_{n}}{2}}\right)}
である。

## 中点の作図
ユークリッド幾何学では、与えられた2点の中点は、以下の様に作図することができる。
1. 2点を結ぶ線分を引く。
2. 2点を中心とし、同じ半径（ただし、2点の距離の半分より大きくなくてはならない）の円を描く。
3. 2.で描いた2円の2つの交点を結ぶ直線(この線分の垂直二等分線）を引く。
4. 1.と3.の交点が求める中点となる。

## 性質
- 三角形の各頂点から対辺の中点に引いた直線（中線）の交点は、その三角形の重心である。